# باول مارشان
باول مارشان هو كاهن كاثوليكي كندي، ولد في 17 أبريل 1937 في تيني في كندا، وتوفي في 24 يوليو 2011 في تيمينز في كندا.